# Эмори, Кливленд
Кливленд Эмори (англ. Cleveland Amory, 2 сентября 1917 — 14 октября 1998) — американский писатель, посвятивший жизнь делу защиты прав животных. Наиболее известен как автор книг о своём коте по кличке Белый медведь (Polar Bear), которого Эмори спас в Рождество 1977 года на Манхэттене

## Биография
Во Вторую мировую с 1941 по 1943 Эмори служил в военной разведке Армии США.
Кливленд Эмори стал одним из основателей Общества защиты животных Соединённых Штатов (HSUS), в совете директоров которого был с 1961 по 1970 год.
В 1967 году Эмори основал Fund for Animals. Также с 1987 года и до своей кончины в 1998 году он был президентом New England Anti-vivisection Society (NEAVS).
В 60-х и 70-х работал критиком в «Телегиде». Эмори привлекал таких звёзд как Дорис Дэй, Энджи Дикинсон и Мэри Тайлер Мур для своей кампании против одежды из натурального меха. Он приобрёл первое океанское судно для Пола Ватсона, основателя Общества охраны морской фауны (Sea Shepherd Conservation Society). Ватсон использовал этот корабль в своих первых противостояниях японским китобойным судам.
Кливленд Эмори скончался в 1998 году от аневризмы брюшной аорты. Он был кремирован, и его прах был развеян его любимым ослом по кличке Дружелюбный (англ. Friendly) на ранчо «Чёрная красота» (Black Beauty Ranch) в Техасе. Сегодня на этом ранчо каменный памятник Эмори стоит рядом с памятником и местом захоронения его любимого кота по кличке Белый медведь (Polar Bear).

## Наследие
В 2005 году HSUS образовало объединённую корпорацию с Fund for Animals. В настоящее время HSUS содержит «Cleveland Amory Black Beauty Ranch» – приют для животных в Техасе.
В 2006 году Джулия Хоффман Маршалл (Julie Hoffman Marshall) опубликовала книгу о биографии Эмори — «Making Burros Fly», и в 2010 году был снят одноимённый (документальный) фильм (реж. Darla Rae).